# Sportovní masáž
Sportovní masáž je masáž složená z uspořádaného souboru vhodných masérských hmatů, které mají připravit sportovce jak z fyzické tak z psychické stránky na podání určitého sportovního výkonu, popřípadě mají za úkol zbavit sportovce únavy a přispět k jeho zotavení.

## Skupiny masérských hmatů
Úvodní tření
Úvodní tření je jednou ze základních skupin masérských hmatů. Provádí se celou plochou dlaně, někdy při zpětném pohybu i roztaženými konečky prstů a dále také hřbetem ruky. Do úvodního tření lze také zařadit vytírání, které se provádí na menší ploše, ale za to větším tlakem. Rozlišujeme vytírání přes ruku a obtahování. Úvodní tření podporuje mízní oběh, prokrvení kůže a podkoží a snížení svalového napětí.
Hnětení
Hnětení je skupina masérských hmatů, která slouží především ke zpracování svalů na končetinách. Je to hmat, který dokáže působit na hlubší kožní vrstvy a tkáně. Přispívá výraznou měrou k lepšímu odtoku odpadních látek. Rozdělujeme ho na hnětení vlnovité, finské, uchopování, odtahování, pomalé válení a protlačování pěstmi.
Roztírání
Technika roztírání v sobě zahrnuje hmaty pomocí nichž dochází k uvolnění srostlých tkání a kloubního vaziva. Provádí se patkou dlaně, špetkou, pěstí a palci. Tyto hmaty jsou vhodné zejména k masáži v okolí kloubů a plochých svalů.
Tepání
Tepání se provádí uzpůsobenými údery ruky na zpracovávanou krajinu. Pohyby by měly být rychlé a svižné. Účinky tepání působí povrchně nebo do hloubky. Do povrchního tepání spadá smetání, tleskání a pleskání. Tepání do hloubky se rozlišuje na vějířovité, sekání a tepání pěstmi. Díky povrchnímu tepání dochází k uklidnění a k hlubokému uvolnění svalů. Tepání do hloubky působí opačným účinkem, respektive má stimulující účinky a navozuje pocit tepla.
Chvění
Provádí se při maximálně uvolněných svalech rychlými pohyby do stran. Výsledkem správného provedení chvění je pocit uklidnění, osvěžení a uvolnění svalu. Chvění známe jako vytřásání celé končetiny, rychlé válení, vidlicí anebo pomocí dlaně.
Závěrečné tření shodné s úvodním
Dochází při něm ke konečnému uvolnění masírované krajiny pomocí hmatů shodujících se s hmaty úvodního tření.

## Druhy sportovní masáže
Masáž odstraňující únavu
Jedná se o druh sportovní masáže, který je nejrozšířenější, kromě jeho uplatnění ve sportu lze tento typ masáže využít i v některých druzích masérských či kosmetických salónů. Masáž je vhodná zejména tehdy, byl-li sportovec vystaven vysoké fyzické námaze. Je-li však sportovec zcela vyčerpán, je vhodné, aby byla masáž odložena alespoň o jeden den.
Masáž přípravná
Přípravná masáž představuje masáž, při které dochází ke zlepšení sportovcovy kondice. Jedná se tak o prvek, který pomáhá při široké škále anatomických a funkčních příznaků jako je například špatné držení těla, ochablé svaly a mimo jiné také zkrácené šlachy. Jedná se zpravidla o masáž celkovou. Masáž přípravnou lze také označit jako masáž tréninkovou, hygienickou či kondiční.
Masáž pohotovostní
Měla by připravit sportovce na podání maximálního výkonu. Můžeme ji považovat jako součást rozcvičení před samotným výkonem. Podle povahy sportovce rozlišujeme tuto masáž na dráždivou a uklidňující. Dráždivou masáž volíme v případě, jestliže je sportovec v útlumu, tudíž potřebuje povzbudit. Masáž je tvrdá a rychlá. Uklidňující použijeme tehdy, je-li dotyčný sportovec nervózní a netrpělivý. Taková masáž je jemná a v pomalejším tempu než masáž dráždivá.
Masáž v přestávkách mezi výkony
Tato masáž je vhodná pouze při různých utkáních a sportovních soutěžích. Nezbytná je pro sportovce, od kterých jsou požadovány výkony v menším časovém rozsahu. Typickým odvětvím je například desetiboj, ale i mnohé sportovní turnaje, které se leckdy protáhnou až na několik týdnů.V takových případech je cílem předejít mnohým zraněním a připravit sportovce na to, aby mohl opět podat výkon alespoň stejně dobrý jako před jeho únavou.
Léčebná sportovní masáž
Tento druh sportovní masáže, jak už z názvu napovídá, má za úkol pomáhat léčit či doléčovat následky různých sportovních zranění. Správný masér by se neměl nikdy snažit o to, aby léčil sportovce sám bez vědomí jeho ošetřujícího lékaře.

## Druhy masážních prostředků
Mýdla
Mýdla jsou prostředky patřící mnoho let mezi nejpoužívanější. Za jejich největší výhodu lze považovat dostupnost a relativně nízkou cenu. Na druhou stranu při dlouhém kontaktu mýdla s pokožkou dochází k jejímu odtučňování a vysušování.
Pudry
Pudry neboli zásypy pro svůj nedostačující skluz a přilnavost jsou vhodné pouze k částečné masáži např. plosky nohy apod..
Emulze
Emulze jsou masážní přípravky obsahující dvě složky (vodu a olej), které se navzájem nemísí, a díky emulgátoru vytvářejí stabilně rozptýlenou směs jedné složky ve druhé. Jejich přední stránkou je nejen dobrý skluz, ale především cenová dostupnost. Mezi nevýhody patří zejména špatné vstřebávání, dráždění a šmolkovost.
Lihové přípravky
Tento druh přípravků se používá zejména na rychlou pohotovostní masáž. Za největší klad lze bezesporu považovat to, že v sobě ukrývají vysokou koncentraci výtažků z bylin. Tím se několikanásobně zvyšuje jejich účinnost. Oproti ostatním masážním prostředkům, jako jsou například emulze či oleje, mají špatný skluz a díky rychlému odpařování lihu jsou nevhodné k déle trvajícím masážím. Typickým příkladem lihových přípravků je ALPA a SPORTOVKA. Rozeznáváme tři druhy-základní, chladivé a prohřívající.
Tukové masážní prostředky
Rozdělujeme je na tekuté (oleje) nebo polotuhé (masti a krémy). Tekuté masážní prostředky se nacházejí ve dvou základních formách, rostlinné a živočišné. Oleje představují masážní prostředek, který je v dnešní době nejčastěji používán pro celotělové masáže. Krémy a masti se oproti olejům využívají k lokální masáži, a to zejména k masážím různých kloubů.
Gely
Představují ztuhlý koloidní roztok, který vytváří rosolovitou hmotu. Obsahují tři složky - vodu, líh a škrob. Jsou vhodné k lokální masáži díky obsahu účinných látek a snadné vstřebatelnosti.